# Ratan
Ratan is een plaats in de gemeente Robertsfors in het landschap Västerbotten en de provincie Västerbottens län in Zweden. De plaats heeft 63 inwoners (2005) en een oppervlakte van 12 hectare. De plaats ligt direct aan de Botnische Golf en er is een kleine haven in de plaats te vinden. Tegenover de plaats ligt in de Botnische Golf het eiland Båkskäret waarvan een groot deel natuurreservaat is.
Tijdens de Finse Oorlog vond op 20 augustus 1809 de slag bij Ratan plaats in de buurt van Ratan. Deze slag ging tussen de legers van Zweden en Rusland.